# Estadio de Puerto Sudán
El Estadio de Puerto Sudán es el nombre que recibe un recinto deportivo de usos múltiples en Puerto Sudán, al norte del país africano de Sudán. Actualmente se utiliza sobre todo para los partidos de fútbol y es el estadio y sede habitual de los equipos locales Hay al-Arab Port Sudan y el Al-Hilal Port Sudan de la Primera División de Sudán. El estadio tiene una capacidad para recibir hasta un máximo de 13.000 personas. El estadio también fue una de las sedes del Campeonato de Naciones de África 2011, que se celebró en Sudán.